# Attentat de Clichy
L'attentat de Clichy est une attaque à la bombe menée le dimanche 27 mars 1892, vers 08 h 10 du matin, par le militant anarchiste Ravachol,.

## Histoire

### Contexte
Au XIXe siècle, l'anarchisme naît et se constitue en Europe avant de se propager. Les anarchistes défendent la lutte contre toutes formes de domination perçues comme injustes, en premier lieu la domination économique, avec le développement du capitalisme. Ils sont particulièrement opposés à l'État, vu comme l'organisation permettant d'entériner ces dominations au travers de sa police, son armée et sa propagande.

### Attentat
Placé dans la cage d'escalier, au deuxième étage d'un immeuble, situé à l'angle de la rue de Clichy et de la rue de Berlin (renommée rue de Liège à la Première Guerre mondiale), par Ravachol lui-même, elle visait le procureur Bulot qui détenait cet immeuble. L'attentat fera six blessés et manquera de toucher une femme enceinte et son enfant. Les pompiers de la caserne blanche seront mobilisés sur place. La pharmacie faisant l'angle est très touchée; les dégâts engendrés dans l'immeuble ont été estimés à environ 120 000 francs de réparations et environ 80 000 francs de mobiliers.